# Alberto Cortez
Pour les articles homonymes, voir Cortez.
Alberto Cortez, nom de scène de José Alberto García Gallo, né le 11 mars 1940 à Rancul (province de La Pampa en Argentine) et mort le 4 avril 2019 à Móstoles (Espagne), est un compositeur et chanteur argentin. 
Il a notamment repris la chanson Sucu Sucu de Tarateño Rojas en 1960.
En 2015, il reçoit la médaille d'or du mérite des beaux-arts, décernée par le ministère de l'Éducation, de la Culture et des Sports.

## Biographie
Alberto Cortez est né à Rancul dans la province de La Pampa en Argentine. Il a commencé l'école primaire au conservatoire Alberto Williams à l'âge de six ans. Il a commencé à composer des chansons à douze ans, notamment Un cigarrillo, la lluvia y tú. Plus tard, il entre au lycée Manuel Ignacio Molina de San Rafael de la province de Mendoza. Là, il continue ses études de musique au conservatoire Chopin de San Rafael. 
À dix-sept ans, Cortez est devenu le chanteur de l'orchestre de l'Arizona, sous le nom de Chiquito García. À dix-huit ans, il étudie à la faculté de droit et des sciences sociales de Buenos Aires. Il chante dans les bars pour financer ses études. Plus tard, Cortez a commencé à chanter dans l'orchestre de Mario Cardi et a été engagé pour chanter dans l'orchestre de jazz de San Francisco. Il a parcouru le pays avec l'orchestre, et a commencé à utiliser son pseudonyme « Alberto Cortez » en chantant avec l'orchestre d'Armando Pontier (es). Cortez abandonne alors ses études pour se consacrer entièrement à la musique.
Âgé de vingt ans, Cortez s'est rendu à Anvers en Belgique où il a enregistré son premier album. Son disque Sucu Sucu a atteint le numéro un. Alberto Cortez a rencontré Renee Govaerts et l'a épousée plus tard. Après des débuts difficiles, il s’affirme comme l’un des compositeurs-chanteurs les plus renommés de l’Amérique latine avec des succès tels que Mi árbol y yo, Mariana, Como el primer día, A partir de mañana et Callejero.
Il est décédé des suites d'une hémorragie gastrique le 4 avril 2019 à Madrid en Espagne, à l'âge de 79 ans.

## Discographie
- 1961 : Welcome to the Latin Club
- 1963 : Mr. Sucu Sucu
- 1967 : Poemas y canciones, Vol. 1
- 1968 : Alberto Cortez canta a Atahualpa Yupanqui
- 1968 : Poemas y canciones, Vol. 2
- 1969 : Alberto Cortez. El compositor... el cantante
- 1970 : Distancia
- 1971 : No soy de aquí
- 1972 : Equipaje
- 1973 : Ni poco... ni demasiado
- 1974 : Como el ave solitaria
- 1975 : A mis amigos
- 1976 : Soy un charlatán de feria
- 1977 : Pensares y sentires
- 1978 : En vivo desde Madrid
- 1979 : Lo mejor de Alberto Cortez
- 1979 : À partir de mañana
- 1980 : Castillos en el aire
- 1983 : Como el primer día
- 1984 : Gardel...como yo te siento
- 1985 : En vivo
- 1985 : Entre líneas
- 1986 : Sueños y quimeras
- 1987 : Como la marea
- 1989 : Alma fuerte
- 1990 : Coincidencias
- 1991 : Si vieras que fácil
- 1993 : Aromas
- 1994 : Lo Cortez no quita lo Cabral, Vol. 1
- 1995 : Lo Cortez no quita lo Cabral, Vol. 2
- 1996 : A todo corazón (version hispano-américaine)
- 1997 : Testimonio
- 1998 : Cortezías y cabralidades
- 1998 : Cortezías y cabralidades Vol. II
- 1998 : Fe
- 1998 : Marcha mundial
- 1998 : Cortez al desnudo
- 1999 : A todo corazón (version espagnole)
- 2001 : Andar por andar andando, Alberto Cortez avec Los Andariegos, Olympia de Paris
- 2001 : En un rincón del alma
- 2002 : Estela Raval & Alberto Cortez Tour 2002 en vivo
- 2003 : Después del amor
- 2004 : Alberto Cortez sinfónico
- 2005 : Identidad
- 2011 : Tener en cuenta

### Projet collectif
- 1996 : Todas las voces todas